# Bitva u Jičína

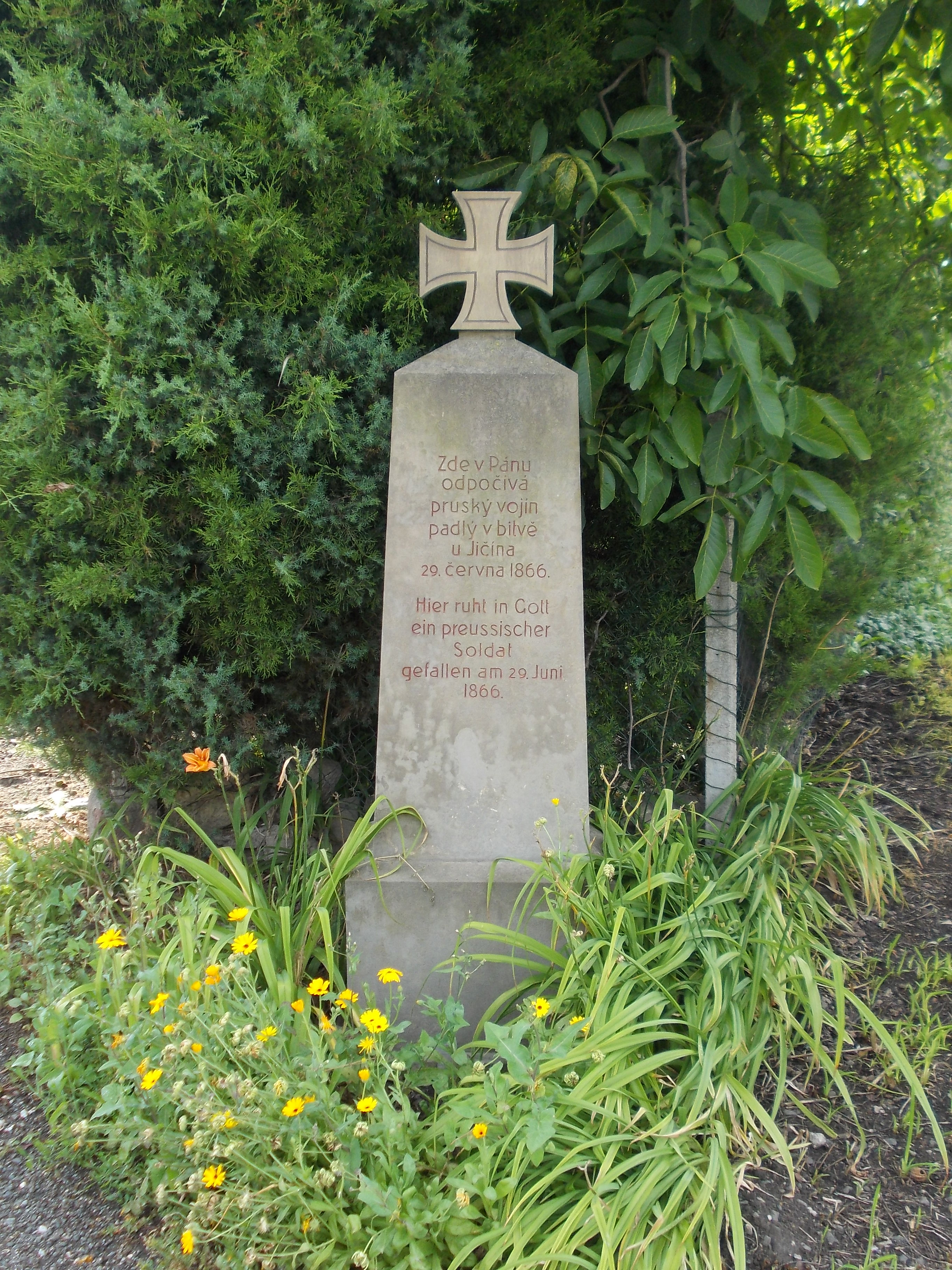
Pomník v Kněžnicích

Bitva u Jičína (německy Schlacht bei Gitschin) byla bitva prusko-rakouské války (též nazývané sedmitýdenní). Odehrála se 29. června 1866. Bojovalo zde Prusko proti Rakouskému císařství a Saskému království. Bitva se odehrála ve městech Jičín, Železnice a v jejich okolí. Skončila vítězstvím Pruska.

## Pozadí
Bitva byla součástí prusko-rakouské války, jež byla vyústěním sporů Pruska a Rakouska o dominanci v Německého spolku a obsazením Holštýnska Pruskem.. Rakousko vyhlásilo Prusku válku 17. června 1866.

## Průběh bitvy
Rakouským spojencem bylo Sasko, pruským Itálie, která hodlala připojit ke svému státu Benátsko, patřící dosud Rakousku. Rakouská armáda se tak musela rozdělit na dvě části – početnější severní, která se soustředila v příhraničním prostoru s Pruskem, tedy převážně v českých zemích, a jižní, která se připravovala na boj v ohroženém Benátsku. V Itálii se v bitvě u Custozy podařilo početně slabším rakouským silám italskou armádu porazit; k rozhodujícím střetům však došlo na severu.
Dne 23. června vstoupila pruská vojska do Čech, a to ve třech proudech, které se dle plánu náčelníka pruského generálního štábu Helmuta von Moltke měly spojit v místě následujícího bojiště. Prusové překročili hranice monarchie u Rumburka (Labská armáda), Liberce (1. armáda) a u Trutnova a Náchoda (2. armáda).
Velitelem rakouské severní armády byl polní zbrojmistr Ludwig von Benedek, saská vojska vedl korunní princ Albert, pruským vojskům velel generál Karl Friedrich von Steinmetz.

## Závěrečné fáze bitvy
Po prohrané bitvě u Mnichova Hradiště (28. června 1866) ustupovala rakouská a saská vojska za ranních hodin 29. června 1866 od Sobotky a Libáně k Jičínu, kde došlo k několika střetům s pruskou armádou. Kromě Jičína bitva zasáhla i řadu okolních obcí, zejména na sever od Jičína – Ohařice, Ohaveč, Horní Lochov, Prachov, Jinolice, Podůlší, Holín, Železnice a Dílce. K těžkým bojům došlo mj. v Dílcích, Železnici a Prachovských skalách. Bojů v Prachovských skalách se zúčastnil i slavný 35. pěší pluk z Plzeňska, jenž byl však poté u Jičína z větší části zajat Prusy. K poslední fázi bitvy došlo přímo na jičínském náměstí, kde se vítězní Prusové střetli se saskou brigádou plukovníka Hausena.
Prohraná bitva u Jičína měla za následek ne zcela koordinovaný ústup za nepříznivých podmínek. To dokazuje i nález opuštěného vozu, v němž Prusové našli přes 80 000 marek ve stříbře. Šlo o saský vůz patrně s brigádní pokladnou. Rakouská a saská vojska ustoupila směrem na východ; poté následovala bitva u Hradce Králové 3. července 1866.
Bitva u Jičína 29. června 1866 mezi Rakousko-Uherskem a Pruskem přinesla velké vojenské ztráty. V bitvě která se konala v letním slunečném počasí přišel rakouský a saský armádní sbor celkem o 210 důstojníků, 5280 mužů a 222 koní, Prusové ztratili 71 důstojníků, 1485 mužů a 56 koní.
Za hlavní příčinu porážky rakouských vojsk je považována zastaralá taktika. Rakouští vojáci byli vycvičeni dle předpisu z roku 1862 především k útoku na bodák, zatímco Prusové využívali palebnou sílu pokročilých pušek, tzv. jehlovek. Mezi prvními oběťmi byli zpravidla důstojníci, kteří jeli do boje na koni a byli tak ideálním cílem pro pruské jehlovky. Bodákovou taktiku ovšem prosazoval i pruský korunní princ Bedřich Vilém, pod dojmem francouzského vítězství ve válce roku 1859; náčelník pruského generálního štábu von Moltke byl ale jiného názoru a roku 1861 vydal výcvikový předpis, ve kterém útok na bodák ustoupil boji palbou.
Nedlouho po bitvě u Jičína byl ze své funkce odvolán velitel c.k. I. armádního sboru, generál jízdy Eduard hrabě Clam-Gallas. Zejména mu byl vyčítán ústup od Jičína v momentě, kdy se bitva zdála být pro rakousko-saskou armádu v nadějné fázi. Prusové byli zastaveni, někde dokonce nastupovali císařští vojáci do protiútoku. Rozkaz k ústupu vše změnil, došlo k chaosu. Tento rozkaz byl navíc doručen s několikahodinovým zpožděním. Nebýt tohoto zpoždění, bitva u Jičína by se pravděpodobně nekonala, nebo alespoň ne v takovém rozsahu. Hrabě Clam-Gallas byl odvolán a vyšetřován; spolu s ním další velitelé včetně Benedeka. Nakonec byl shledán nevinným, sám císař František Josef I. dne 13.10.1866 poslal Clam-Gallasovi osobní dopis, ve kterém se mu dostalo satisfakce.
V rozporu s manifestem rakouského císaře ze dne 17. června 1866, kde hovořil o „válce Němců s Němci“, bylo národnostní složení rakouských vojsk velmi pestré – od Čechů přes Slováky až po Italy. V bitvě u Jičína 29. června 1866 nebojoval jediný c.k. prapor či pluk, který by byl doplňován v německy mluvící části Rakouska.

## Důsledky
Jičín i okolní obce utrpěly nejen samotnými boji, provázenými četnými požáry a zničení úrody na polích, ale i vojenským rekvírováním a drancováním. Mezi další oběti pruské okupace je třeba počítat i stovky civilních obětí následné epidemie cholery.
Vzhledem k panujícímu vedru v den bitvy i dnech následujících byli padlí obou stran co nejrychleji pohřbíváni. Protože padlých bylo mnoho a civilních osob k pomoci málo, byli padlí vojáci často pochování přímo v místě nálezu a jen výjimečně snášení do společných hrobů. Již brzy po prusko-rakouské válce roku 1866 vznikaly na hrobech padlých vojáků pomníky. Stavěly je důstojnické sbory pluků a praporů svým padlým kamarádům, rodiny svým drahým a budovala je také ministerstva válek všech tří bojujících stran i nejrůznější spolky. Později byla řada pomníků padlých důstojníků i vojínů z širokého okolí přenesena na vojenský hřbitov u Kbelnice, zřízený v roce 1891 a v letech 1904-1906 bylo vybudováno Ossarium v podobě secesní kaple podle projektu ředitele hořické kamenické školy Václava Weinzettla.

## Připomínky bitvy
Bitvu u Jičína a místa a události s ní spojené připomíná stejnojmenná naučná stezka, kterou spravuje Komitét pro udržování památek z války roku 1866 se sídlem v Hradci Králové.
Kromě kbelnického hřbitova a naučné stezky je k vidění i expozice v Muzeu a galerii Jičín.